# Legnaia
Legnaia est un rione (quartier historique) à Florence, en Italie. 
Située entre le centre de la ville et Scandicci, elle fut une commune autonome de 1808 (lorsqu’elle fut détachée de Galluzzo par les forces d’occupation françaises) jusqu’en 1865. À l’époque, il comptait quelque 11 300 habitants.
Il abrite la Villa Carducci-Pandolfini avec des fresques d’Andrea del Castagno. Parmi les églises figurent celles de San Quirico a Legnaia et Sant’Angelo a Legnaia.